# Henry Loher
Henry Loher (ur. 5 lipca 2008) – amerykański skoczek narciarski, reprezentant klubu New York Ski Education Foundation. Brązowy medalista mistrzostw świata juniorów (2025).
W październiku 2024 zadebiutował w FIS Cupie, plasując się na 50., 38. i 33. lokacie zawodów w Otepää.
W lutym 2025 wystartował na mistrzostwach świata juniorów w Lake Placid, na których zajął 21. miejsce indywidualnie oraz zdobył brązowy medal w rywalizacji drużynowej mężczyzn.

## Mistrzostwa świata juniorów

### Indywidualnie
| 2025 Lake Placid | – | 21. miejsce |

### Drużynowo
| 2025 Lake Placid | – | brązowy medal |

### Starty H. Lohera na mistrzostwach świata juniorów – szczegółowo
| Miejsce | Dzień     | Rok  | Miejscowość | Skocznia            | Punkt K | HS     | Konkurs  | Skok 1 | Skok 2 | Nota                  | Strata   | Zwycięzca        |
| ------- | --------- | ---- | ----------- | ------------------- | ------- | ------ | -------- | ------ | ------ | --------------------- | -------- | ---------------- |
| 21.     | 12 lutego | 2025 | Lake Placid | MacKenzie Intervale | K-90    | HS-100 | indywid. | 88,0 m | 85,0 m | 203,3 pkt             | 54,8 pkt | Stephan Embacher |
| 3.      | 14 lutego | 2025 | Lake Placid | MacKenzie Intervale | K-90    | HS-100 | druż.    | 88,5 m | 88,5 m | 887,5 pkt (200,5 pkt) | 45,0 pkt | Austria          |

## FIS Cup

### Miejsca w poszczególnych konkursachFIS Cupu
stan po zakończeniu sezonu 2024/2025
| Źródło                                                                        | Źródło             | Źródło         | Źródło         | Źródło        | Źródło        | Źródło      | Źródło      | Źródło       | Źródło       | Źródło           | Źródło           | Źródło      | Źródło      | Źródło      | Źródło           | Źródło        | Źródło        | Źródło      | Źródło      | Źródło        | Źródło        | Źródło         | Źródło         | Źródło        | Źródło        | Źródło         | Źródło         | Źródło | Źródło | Źródło | Źródło | Źródło | Źródło | Źródło | Źródło | Źródło | Źródło | Źródło | Źródło |
| ----------------------------------------------------------------------------- | ------------------ | -------------- | -------------- | ------------- | ------------- | ----------- | ----------- | ------------ | ------------ | ---------------- | ---------------- | ----------- | ----------- | ----------- | ---------------- | ------------- | ------------- | ----------- | ----------- | ------------- | ------------- | -------------- | -------------- | ------------- | ------------- | -------------- | -------------- | ------ | ------ | ------ | ------ | ------ | ------ | ------ | ------ | ------ | ------ | ------ | ------ |
| Sezon 2024/2025                                                               |                    |                |                |               |               |             |             |              |              |                  |                  |             |             |             |                  |               |               |             |             |               |               |                |                |               |               |                |                |        |        |        |        |        |        |        |        |        |        |        |        |
| Hinterzarten HS109                                                            | Hinterzarten HS109 | Frenštát HS106 | Frenštát HS106 | Szczyrk HS104 | Szczyrk HS104 | Kranj HS109 | Kranj HS109 | Villach HS98 | Villach HS98 | Einsiedeln HS117 | Einsiedeln HS117 | Otepää HS97 | Otepää HS97 | Otepää HS97 | Kandersteg HS106 | Notodden HS98 | Notodden HS98 | Falun HS100 | Falun HS100 | Szczyrk HS104 | Szczyrk HS104 | Eisenerz HS109 | Eisenerz HS109 | Oberhof HS100 | Oberhof HS100 | Zakopane HS140 | Zakopane HS140 | punkty |        |        |        |        |        |        |        |        |        |        |        |
| -                                                                             | -                  | -              | -              | -             | -             | -           | -           | -            | -            | -                | -                | 50          | 38          | 33          | -                | -             | -             | -           | -           | -             | -             | -              | -              | -             | -             | 56             | 59             | 0      |        |        |        |        |        |        |        |        |        |        |        |
| Legenda                                                                       |                    |                |                |               |               |             |             |              |              |                  |                  |             |             |             |                  |               |               |             |             |               |               |                |                |               |               |                |                |        |        |        |        |        |        |        |        |        |        |        |        |
| 1 2 3 4-10 11-30 poniżej 30 dq – dyskwalifikacja - − zawodnik nie wystartował |                    |                |                |               |               |             |             |              |              |                  |                  |             |             |             |                  |               |               |             |             |               |               |                |                |               |               |                |                |        |        |        |        |        |        |        |        |        |        |        |        |